# Antonio Nicolás Briceño
Pour les articles homonymes, voir Briceño.
Antonio Nicolás Briceño (Mendoza, Venezuela, 29 avril 1782 - Barinas, Venezuela, 15 juin 1813) est un avocat et colonel vénézuélien qui a participé aux succès autour de la déclaration d'indépendance de 1810 et à la signature de l'acte l'année suivante. Il a lutté aux côtés du généralissime Francisco de Miranda et a mené une guerre à mort contre les espagnols jusqu'à sa déroute et sa mort.